# 鴻巣市立箕田小学校
鴻巣市立箕田小学校（こうのすしりつ みだしょうがっこう）は、埼玉県鴻巣市箕田にある市立小学校。2024年6月現在の児童数は259人。

## 校区
箕田、宮前